# Chico Buarque na Itália
Chico Buarque na Itália è il quarto album del musicista brasiliano Chico Buarque, ed è stato inciso in Italia nel 1969 durante l'esilio dal paese natale.

## Tracce
Testi e musiche di Chico Buarque e Sergio Bardotti eccetto dove diversamente indicato.

### Lato A
- Far niente - 2:55
- La banda - 2:11 (Chico Buarque - Antonio Amurri)
- Juca - 1:52
- Olê, olá - 2:53
- Rita - 2:03
- Non vuoi ascoltar - 2:28

### Lato B
- Una mia canzone - 2:44
- C'è più samba - 1:56
- Maddalena è andata via - 1:45
- Carolina - 2:40
- Pedro pedreiro - 2:40 (Chico Buarque - Giorgio Calabrese - Enzo Jannacci)
- La TV - 2:46